# Avocet 50
Avocet 50 (Citoyen du Monde ou encore École Diagonale pour Citoyen du Monde pour ses noms de course) est un voilier de type catamaran de la classe Multi50 puis déclassé en Rhum Multi pour la Route du Rhum 2018, lancé en 2007.
Dessiné par l'architecte Mathieu Ferron et construit par son skipper Jean-François Lilti aidé de l'entreprise Grand Largue Composite, le bateau termine huitième lors de la Route du Rhum 2010 en catégorie Multi50[réf. nécessaire] puis deuxième de la Route du Rhum 2018. Lors de ces deux courses le voilier est skippé par Jean-François Lilti.

## Conception
Le voilier est dessiné par Mathieu Ferron, architecte naval.
Le bateau est principalement conçu en fibre de carbone et de verre et grâce à la technique du moulage par infusion sous vide.